# Asterochiton simplex
Asterochiton simplex là một loài côn trùng cánh nửa trong họ Aleyrodidae, phân họ Aleyrodinae.
Asterochiton simplex được Maskell miêu tả khoa học đầu tiên năm 1890.